# Herbert Heidenreich
Herbert Heidenreich (* 15. November 1954 in Bindlach) ist ein ehemaliger deutscher Fußballspieler.

## Karriere
Heidenreich begann seine Karriere bei der SpVgg Bayreuth in der 2. Bundesliga. In seinen ersten beiden Jahren kam er auf 58 Einsätze, im zweiten Jahr schoss er in 37 Spielen 14 Tore.
Aufgrund seiner guten Leistungen wurde Borussia Mönchengladbach auf ihn aufmerksam.
Er wechselte 1976 nach Mönchengladbach in die Bundesliga. Auch hier spielte er regelmäßig. Sein erstes Bundesligaspiel absolvierte er am 14. August 1976 gegen den MSV Duisburg. Er wurde 20-mal in der Bundesliga, einmal im DFB-Pokal und viermal im Europapokal der Landesmeister eingesetzt, darunter im Halbfinale 1977 gegen Dynamo Kiew. In jenem Jahr erreichte die Borussia das Finale, das aber verloren wurde. Ebenfalls 1977 wurde Heidenreich Deutscher Meister mit den Gladbachern.
Nach fünf weiteren Einsätzen in der Bundesliga und zwei im DFB-Pokal in der Saison 1977/78 wechselte er im Oktober zu Tennis Borussia Berlin in die 2. Bundesliga Nord. Schon nach einem Jahr ging es zurück in die Bundesliga zum 1. FC Nürnberg, mit dem er jedoch 1979 in die 2. Liga abstieg. Nach einem Jahr gelang allerdings wieder die Rückkehr in die Erstklassigkeit.
Für die Nürnberger spielte er elfmal im DFB-Pokal (6 Tore), darunter das Finale 1982 gegen FC Bayern München, das Nürnberg jedoch 2:4 verlor.
Insgesamt spielte er 162-mal in der Bundesliga (15 Tore) und 115-mal in der 2. Liga (32 Tore).
Nach 15 Jahren als Trainer des FSV Bad Windsheim trainierte er von 2010 bis 2015 den Bezirksligisten TV Büchenbach.
Zur Saison 2015/16 wechselte er als Trainer zum Landesligisten TSV Kornburg, den er 2017 zum Aufstieg in die Bayernliga führte. Von 2019 bis zu seinem Rücktritt im Frühjahr 2023 war er Teammanager beim SC 04 Schwabach.